# Histoire de la littérature latine
 (juin 2023).
Si vous disposez d'ouvrages ou d'articles de référence ou si vous connaissez des sites web de qualité traitant du thème abordé ici, merci de compléter l'article en donnant les références utiles à sa vérifiabilité et en les liant à la section « Notes et références ».

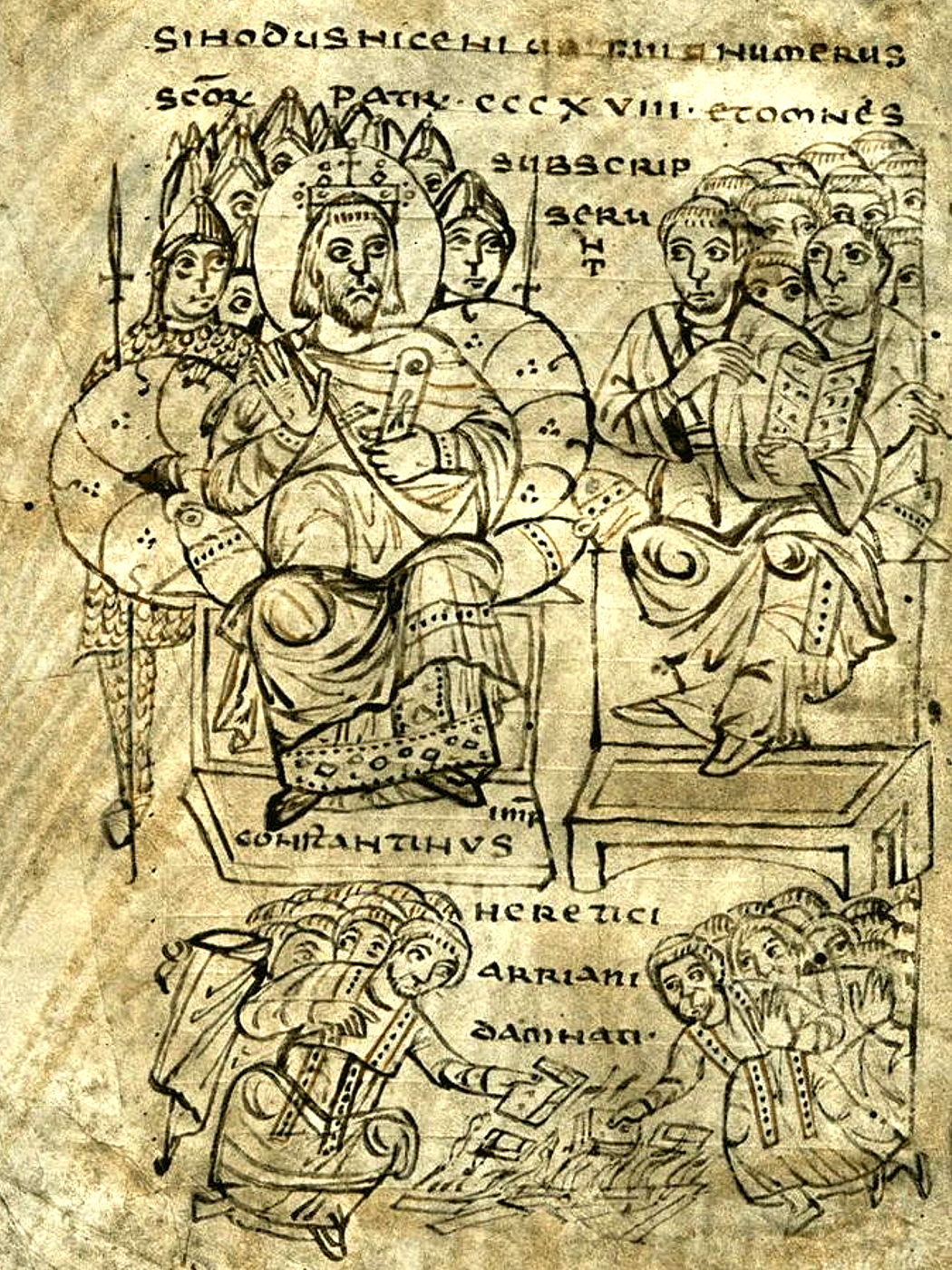
L'empereur Constantin brûlant les livres hérétiques ariens (MS CLXV, Biblioteca Capitolare, Vercelli, v. 825).

L’histoire de la littérature latine commence traditionnellement vers 240 av. J.-C., avec la première représentation d'une fabula par Livius Andronicus, et continue jusqu'à nos jours bien que devenue très marginale à partir du XXe siècle.

## Subdivisions
La littérature latine est généralement divisée en ces périodes :
- période des origines, de 753 av J.- C. (fondation de Rome[1]) à 241 a. C. (fin de la première guerre punique entre Rome et Carthage) ;
- période archaïque, de 241 av J.-C. à 78 av. J.-C. (mort de Sylla) ;
- période dorée ou classique ou transition de la République à l'Empire, du 78 av.J.- C. à 14 J. C. (mort d'Auguste); cette période est à son tour divisée en :
  - Période cicéronienne ou âge de César, à partir de 78 av. J. -C. à 31 av J.-C. (bataille d'Actium) ;
  - Période augustéenne, du 30 av. J.-C. à 14 J. C ;
- période impériale ou argentée ou post-classique, de 14 à 550 (législation de Justinien) ; cette période est à son tour divisée en :
  - âge du Haut Empire, de 14 à 117 (mort de Trajan) à 192 (mort de Commode) ;
  - âge du Bas Empire, de 192 à 395 (mort de Théodose et scission de l'Empire) ;
  - âge de la division en deux Empires et fin de l'Ouest, de 395 à 550 ;
- Littérature chrétienne, du IIe au VIe siècle ;
- littérature latine médiévale ;
- littérature latine humaniste ;
- période de la Contre-Réforme, du XVIe au XVIIIe siècle ;
- littérature latine moderne et contemporaine, du XIXe siècle à nos jours.

## Origines

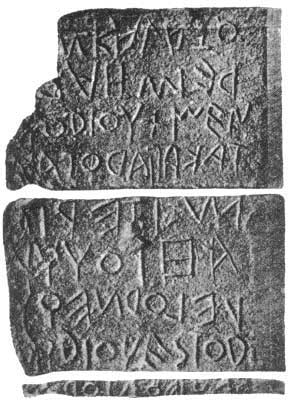
Le lapis niger.

La culture latine est classiquement divisée en deux phases principales: une phase antérieure à l'influence grecque, qui a commencé avec le siège de Tarente (272 av. J.-C.), et une autre phase postérieure à cet événement. Cependant, la civilisation romaine, même si elle est placée dans une zone marginale par rapport aux Balkans et aux Îles Égéennes, a été culturellement influencée par les Grecs depuis sa naissance : la civilisation grecque, en fait, a maintenu la domination culturelle sur une grande partie de la péninsule italienne et influencé les Étrusques sous divers aspects, une population italique qui dominait politiquement le centre de la péninsule.
Les cinq premiers siècles de l'histoire romaine ont été caractérisés par la conquête de l'Italie centrale et méridionale, par la création d'institutions politiques, religieuses et judiciaires  mais aussi par une production littéraire anonyme transmise oralement, à des fins pratiques et occasionnelles : pour cette raison, elle est qualifiée comme étant une période "pré-littéraire" .
Cette production se compose de formes poétiques sommaires, sans aucune intention littéraire, écrites en latin "brut et primitif" ; leur importance est due à l'influence qu'ils ont exercée sur la littérature ultérieure, en particulier dans certains domaines comme le théâtre, l'oratoire et l' historiographie.

## Période archaïque
La naissance de la littérature, selon le témoignage de Cicéron, doit être fixée à 240 av. J.-C., l'année où «Livius primus fabulam docuit», un esclave tarentin du nom Livius Andronicus a commencé sa production théâtrale. Le poète Horace (65 a. C. - 8 a. C.) décrit le moment légendaire du passage d'un âge pré-littéraire à un âge d'or des lettres grâce à l'influence grecque dans une citation devenue célèbre :
« Graecia capta ferum uictorem cepit et artes
Intulit agresti Latio; sic horridus ille
Defluxit numerus Saturnius, et grave virus
Munditiae pepulere ; sed in longum tamen aevum
Manserunt hodieque manent uestigia ruris. »
— Horace, "À Auguste" (in Épîtres, livre II), v.14.
        
« La Grèce domptée retira le glaive au vainqueur, et investit de ses arts
Le Latium paysan. Ainsi s'étiola l'âpre vers saturnien, et les raffinements
Chassèrent une grave rudesse ; mais pendant fort longtemps
Demeurèrent et demeurent encore les traces de notre rusticité native. »
La littérature latine ne pouvait, de fait, naître que lorsque Rome avait pris le dessus sur toute la péninsule d'Italie, et ainsi sur de nombreuses villes de Grande-Grèce, qui furent incorporées avec leur culture hellénistique (voir Guerre de Pyrrhus en Italie). En effet, les formes de la littérature latine sont, à la comparaison, pour la plupart dérivées de celle des Grecs par processus d'imitatio (imitation), aemulatio (désir de surpasser) et retractatio (réécriture).
Les inscriptions romaines les plus anciennes qui nous sont parvenues proviennent essentiellement du Lapis niger, partie d'une base circulaire d'un temple consacré à Vulcain découvert en 1899 avec des inscriptions qui semblent être une formule de malédiction pour ceux qui ont violé le temple et en même temps une annonce qui invitait les passants à libérer les bœufs du joug dès que le héraut lui avait ordonné de servir les prêtres, car c'était considéré un mauvais augure de rencontrer une paire de bœufs sous joug (Cicéron, De divinatione II, 77). Puis le Lapis Satricanus, trouvé en 1977 dans la ville latine de Satricum - d'où son nom - support d'une dédicace d'un don votif à Mars portant le nom de Publicola ("les compagnons de Publius Valerius dédié à Mars"), probablement le Publicola qui fut « consul suffect » en 509 à la place de Collatin dans la mesure où l'inscription remonte au VIe siècle; le vase de Duenos, de type bucchero, datant également du VIe siècle qui se compose de trois récipients ronds sur lesquels il y a des inscriptions qui semblent être les instructions pour l'utilisation du contenu du vase, un philtre d'amour, disant qu'il permettra à l'acheteur d'entrer dans les bonnes grâces d'une fille qui, auparavant, ne faisait pas preuve de gentillesse envers lui mais également avertissant de faire un mauvais usage du philtre (« Duenos » est la variante en Latin archaïque de « bonus », de sorte que l'expression «duenos me feced» doit être comprise comme «il a fait de moi un homme honnête»).
Enfin la Cista Ficoroni, boîte à bijoux cylindrique en bronze ciselée de scènes mythologiques, avec une inscription qui révélait le nom de l'artisan, Novios Plautios, et le fait que cet objet fut offert par une matrone du nom «Dindia Macolnia» à sa fille.
Parmi les premiers documents officiels de la culture latine, il y a principalement des textes liés au ius romanus (le droit romain) : dans le lapis niger, datable du milieu du VIe siècle, il fait référence à une ordonnance de nature sacrée émise par un roi, justement comme preuve d'un usage de l'écriture à cette fin déjà à l'époque archaïque et pré-littéraire. Le premier recueil de normes royales est le ius Papirianum, du nom de Gaius Papirius. Les premiers documents concernant les traités avec d'autres peuples datent de la même période, qui ne nous sont pas parvenus si l'on exclut la traduction du traité de Rome avec Carthage de 508 av. C. de Polybe. Une véritable publication plus systématique des normes juridiques a lieu en 451-450 av. C. avec les Douze Tables, dont le contenu était mémorisé dans les écoles et qui ont été le point de départ de toute la législation romaine. La plupart des documents officiels ont été rédigés par les pontifes : ils ont édité le libri magistratuum (d'où proviennent les fasti consulares, les listes des consuls), les livres pontificaux, les tabulae dealbatae (des tableaux blancs dans lesquels les noms des consuls et autres magistrats avec les faits les plus significatifs et les dates relatives), les annales (les chroniques des tabulae dealbatae (tablettes blanches en cire) archivées à la fin de l'année), les calendriers (appelés «fastes»), importants car ils ont marqué la vie sociale par leur division en jours fastes et néfastes et avec les jours consacrés aux festivités en l'honneur des dieux, et le commentarius, un brouillon de narration historique plus détaillé que les annales.
La consultation de ces documents, à l'exception des tabulae dealbatae qui étaient publiquement exposées, restait à la discrétion des pontifes. Parmi les exceptions, l'une fut la décision du pontife P. Mucius Scaevola qui, au deuxième siècle av. J.-C., disposait jusque-là du matériel d'archives transcrit en quatre-vingts livres, œuvre qui prit le nom d'Annales maximi. L'écriture était également liée à l'art oratoire politique. Cicéron lui-même considère Brutus, cofondateur de la République, comme premier représentant de cet art oratoire, mais aussi de l'art oratoire dit funèbre (ou funéraire), qui faisait partie intégrante d'un rite complexe qui servait à valoriser l'image du défunt.
Dans le domaine de la poésie, nous distinguons deux formes de manifestations poétiques : carmen Saliare et carmen Arvale, et tous deux sont étroitement liées au culte des divinités. Le premier tire son nom du collège des Salii (les Saliens), créé et transmis par Numa Pompilius lorsque, après la chute d'un bouclier de bronze du ciel interprété comme un présage favorable pour la ville, il décida de la protéger en en faisant réaliser onze répliques en les confiant aux Saliens, anciens prêtres de Mars et d'Hercule. Le nom Salii dérive du latin « salio », « sauter », en référence à leur danse, appelée « tripudium », combinée à une prière qui nous est parvenue fragmentairement à travers des citations de grammairiens. L'origine du second semble être liée à Romulus, qui se serait appelé lui-même et ses frères fratres Arvales, le nom du collège qui était consacré au culte de la déesse Dia, la terre fertile : le texte des cérémonies célébrées en 218 av. J.C. gravé sur pierre et retrouvé montre le texte de la prière principale, écrit en vers saturniens, un mètre poétique indigène typique de la versification romaine et par ailleurs assez mal connu.

## Période classique
L'âge d'or, également appelée « classique » ou de «transition» (de la République à l'Empire), dure de 78 av. J.-C. à 14 ap. J.-C. et est parfois divisée en « période cicéronienne » (ou « âge césarien ») et « période augustéenne ».
| |  |  |
| À gauche : buste de M. Tullius Cicero trouvé à Colonia Ulpia Traiana (Xanten). À droite : buste présumé de Jules César trouvé dans le Rhône, à Arles. |  |  |

### Période cicéronienne ouAetas Caesaris
La mort du dictateur Sylla en 78 a.v J.-C est l'événement traumatique qui semble clore une époque historique pour en ouvrir une autre, d'abord caractérisée par le déchaînement de plus en plus systématique des guerres civiles entre optimates et populares, avec pour point d'orgue le conflit entre Octavien (futur Auguste) et Marc Antoine à Actium en 31 av. J.-C. Pendant ces troubles politiques émergèrent des figures notables de l'histoire romaine qui firent autorité dans la geste héroïque qui suivit : Sertorius, Spartacus, Mithridate, Lucullus, Catilina, Cicéron, Pompée le grand, Crassus et César, à la fois stratège, chef de guerre et écrivain loué par ses contemporains.
Marcus Terrentius Varro dit Varron, surnommé Rieti (116 a. C. - 27 a. C.), défini par Pétrarque comme la troisième grande lumière romaine et par Quintilien comme vir Romanorum eruditissimus (l'homme le plus érudit parmi les Romains), représentait le plus grand équilibre de la civilisation romaine traditionnelle, basé sur l'observance stricte de mos maiorum ; il est également l'auteur d'une analyse de la société contemporaine, imprégnée d'événements politiques turbulents et de décadence morale, dans son œuvre la plus caractéristique, les 150 livres de Saturae Menippeae (satires ménippées). Varron fut, en tant qu'auteur, très éclectique : ses œuvres (environ 74 conservées sur 620 livres) peuvent être regroupées en œuvres historiques et antiquaires, œuvres d'histoire littéraire et linguistique, œuvres didactiques, œuvres de création artistique ; cependant, seulement quelques livres de De lingua latina et les trois livres de De re rustica nous sont parvenus.
« Quom haec adminicula addas ad eruendum voluntatem impositoris, tamen latent multa. Quodsi poetice quae in carminibus servavit multa, prisca quae essent, sic etiam quor essent posuisset : fecundius poemata ferrent fructum. Sed ut in soluta oratione, sic in poematis verba non omnia, quae habent ἔτυμα possunt dici, neque multa ab eo, quem non erunt in lucubratione litterae prosecutae, multum licet legeret. Aelii hominis in primo in litteris Latinis exercitati interpretationem Carminum Saliorum videbis et exili littera expeditam et praeterita obscura multa. »
— M. Terentius Varro, De la langue latine

« Cependant, malgré les efforts des grammairiens pour réparer ce que le temps a détruit, les mots d’une origine obscure ne laissent pas d’être très nombreux. Si les poètes, qui ont conservé beaucoup de mots anciens, en avaient en même temps expliqué la signification primitive, la lecture de leurs ouvrages serait infiniment plus utile; mais, en vers comme en prose, il n’est pas possible de rendre raison de tous les mots ; et même en lisant beaucoup, si la lecture n’est pas accompagnée d’une profonde étude de la grammaire, on ne doit pas espérer de faire de grandes découvertes. Un des plus savants grammairiens latins, Aelius, a essayé d’interpréter les Saliens ; mais combien cette interprétation est superficielle ! Que de mots anciens dont l’origine lui est restée cachée ! »
L'avocat Marcus Tullius Cicero dit Cicéron (106 av. J.-C. - 43 av. J.-C), l'auteur dont cette période tire son nom, incarna par sa carrière sénatoriale, consulaire et artistique le parangon de l'homme de lettres engagé politiquement, ce qui lui valut un sort funeste lors de la dernière guerre civile. Il manifesta pour la défense de la tradition politique et culturelle de l'époque précédente une vivacité d'esprit en dessinant et en modernisant des idées et des théories de différents domaines de la civilisation hellénique, avec une nouvelle richesse de moyens expressifs. Considéré par ses contemporains comme le « roi du forum » et par Quintilien l'exemplum (le modèle) qui a inspiré ceux qui ont étudié l'éloquence, Cicéron est, « par ses Discours et sa Correspondance, une des sources majeures de l'histoire de son temps : mais l'historien le surprend à chaque instant en flagrant délit de captatio benevolentiae. »
« Quo usque tandem abutere, Catilina, patientia nostra ? Quam diu etiam furor iste tuus nos eludet ? Quem ad finem sese effrenata iactabit audacia ? Nihil ne te nocturnum praesidium Palati, nihil urbis vigiliae, nihil timor populi, nihil concursus bonorum omnium, nihil hic munitissimus habendi senatus locus, nihil horum ora voltusque moverunt? Patere tua consilia non sentis, constrictam iam horum omnium scientia teneri coniurationem tuam non vides ? Quid proxima, quid superiore nocte egeris, ubi fueris, quos convocaveris, quid consilii ceperis, quem nostrum ignorare arbitraris ? »
— M. Tullius Cicero, Les Catilinaires

« Jusques à quand, Catilina, abuseras-tu de notre patience ? Combien de temps encore serons-nous ainsi le jouet de ta fureur ? Où s'arrêteront les emportements de cette audace effrénée ? Ni la garde qui veille la nuit sur le mont Palatin, ni les postes répandus dans la ville, ni l'effroi du peuple, ni le concours de tous les bons citoyens, ni le choix, pour la réunion du sénat, de ce lieu le plus sûr de tous, ni les regards ni le visage de ceux qui t'entourent, rien ne te déconcerte ? Tu ne sens pas que tes projets sont dévoilés ? Tu ne vois pas que ta conjuration reste impuissante, dès que nous en avons tous le secret ? Penses-tu qu'un seul de nous ignore ce que tu as fait la nuit dernière et la nuit précédente, où tu es allé, quels hommes tu as réunis, quelles résolutions tu as prises ? »

#### Œuvres notables
- Chants et épigrammes (Catulle)
- Contre Verrès (Cicéron)
- Les Philippiques (Cicéron)
- Lettres à Atticus (Cicéron)
- Commentaires sur la guerre des Gaules (César)

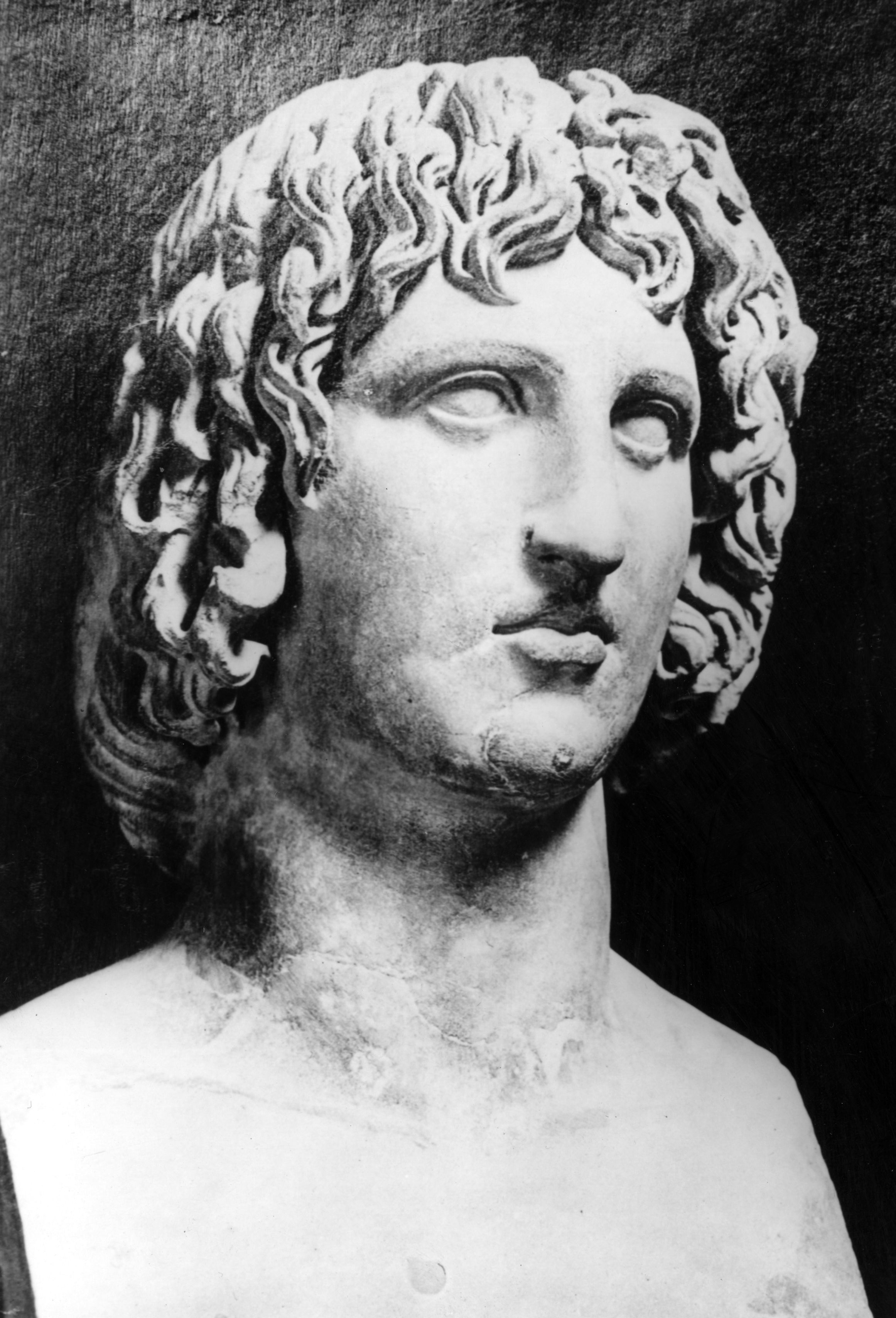
P. Vergilius Maro, dit Virgile, parfois surnommé le cygne de Mantoue.

- Commentaires sur la guerre civile (César)

### Période augustéenne
L'effort politique d'Auguste a été accompagné par l'élaboration dans tous les domaines d'une nouvelle culture, avec une empreinte classique, qui a fusionné les éléments traditionnels sous de nouvelles formes en harmonie avec le temps. Dans le domaine littéraire, la refonte du mythe des origines de Rome et la préfiguration d'un nouvel âge d'or ont trouvé une voix chez Virgile, Horace, Tite-Live, Ovide et Properce, au sein du cercle des écrivains réunis autour de Mécène, familier de l'empereur,. La politique en faveur de la primauté de l'Italie sur les provinces, la revalorisation des traditions anciennes et des caractères romains particuliers, à côté des thèmes tels que la piété filiale, des coutumes, le retour à la terre et la mission pacificatrice et unificatrice de Rome à l'encontre les autres peuples conquis étaient des thèmes chers aux écrivains de cette époque.
Auguste lui-même était un homme de lettres doté de nombreuses facilités : il écrivait en prose et en vers, des tragédies aux épigrammes jusqu'aux ouvrages historiques. On se retrouve avec le récit de son ascension au pouvoir (Res Gestae Divi Augusti), qu, qui met en évidence son refus de s'opposer aux règles traditionnelles de l'État républicain et d'assumer illégalement des pouvoirs arbitraires.
« Arma virumque cano, Troiae qui primus ab oris
Italiam, fato profugus, Laviniaque venit
litora, multum ille et terris iactatus et alto
vi superum saeuae memorem Iunonis ob iram ;
multa quoque et bello passus, dum conderet urbem,
inferretque deos Latio, genus unde Latinum,
Albanique patres, atque altae moenia Romae.
Musa, mihi causas memora, quo numine laeso,
quidve dolens, regina deum tot voluere casus
insignem pietate uirum, tot adire labores
impulerit.
Tantaene animis caelestibus irae ? »
— P. Vergilius Maro, L'Énéide, livre premier
        
« Je chante les combats, et ce héros, qui, longtemps jouet du Destin, aborda le premier des champs de Troie aux plaines d’Italus, aux rivages de Lavinie. Objet de la rigueur du Ciel et du long courroux de l’altière Junon, mille dangers l’assaillirent sur la terre et sur l’onde ; mille hasards éprouvèrent sa valeur, avant qu’il pût fonder son nouvel empire, et reposer enfin ses dieux au sein du Latium : du Latium, noble berceau des Latins, des monarques d’Albe, et de la superbe Rome.
Muse, révèle-moi les causes de ces grands événements. Dis quelle divinité s’arma pour venger son offense ; pourquoi, dans sa colère, la reine des dieux soumit à de si rudes travaux, précipita dans de si longs malheurs, un prince magnanime et religieux. Entre-t-il tant de haine dans l’âme des immortels ? »

#### Œuvres notables
- De la nature des choses (Lucrèce)
- Les Bucoliques (Virgile)
- Les Géorgiques (Virgile)
- L'Énéide (Virgile)

## Littérature d'époque impériale
L'âge d'argent va traditionnellement de 14 (année de la mort d' Auguste) à 550 (Corpus Iuris Civilis de Justinien).

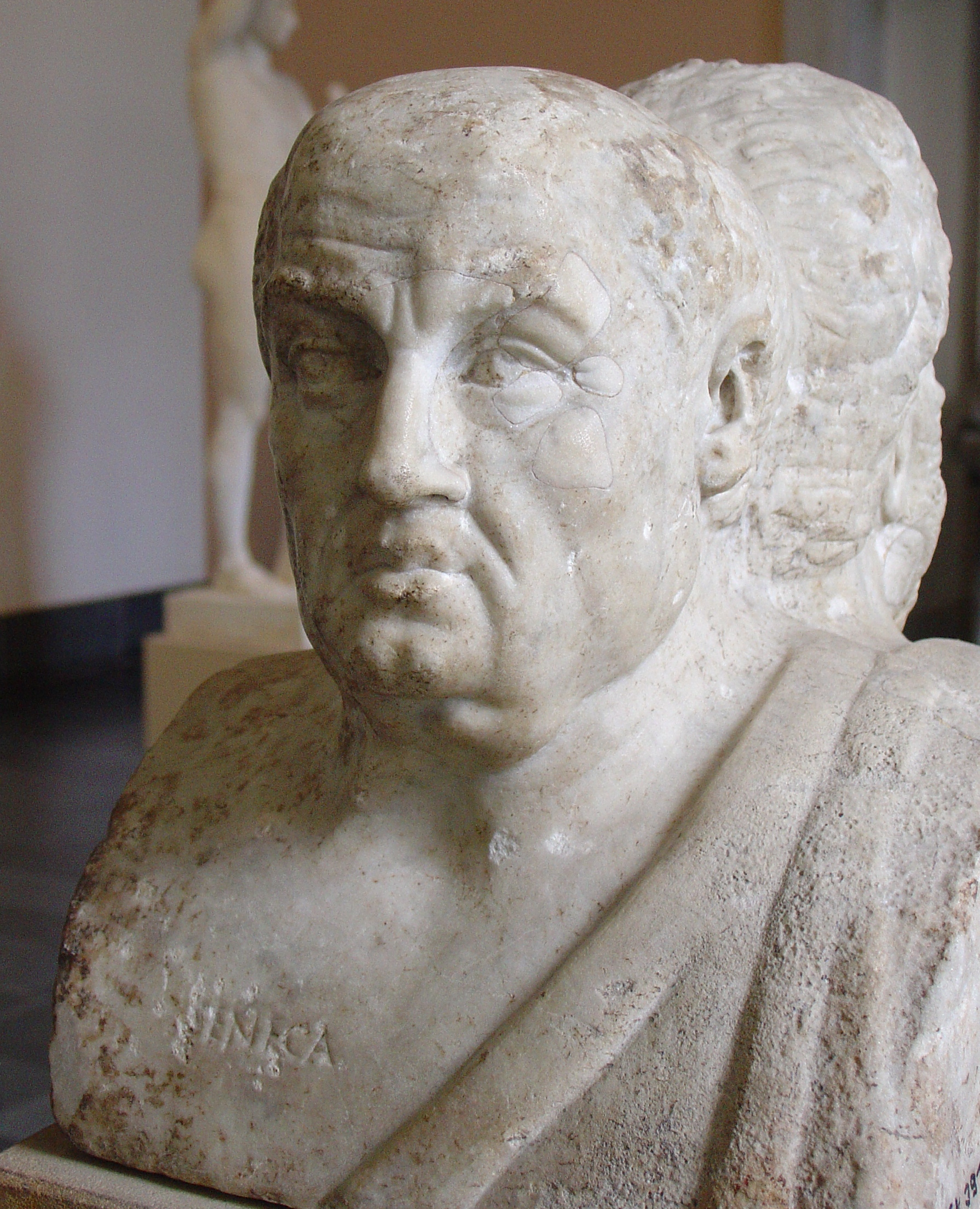
Le philosophe stoïcien Sénèque est non seulement à l'irigine d'ouvrages philosophiques (dialogues, traités) mais également d'épîtres, d'un ouvrage satirique et de diverses tragédies, ainsi que quelques épigrammes.

### Littérature par genres
À cette époque, les relations entre écrivains et empereurs n'étaient pas toujours excellentes, dans la mesure où la traditionnelle impertinence romaine ne pouvait convenir au métier de courtisan : il suffit de penser à la vie du philosophe stoïcien Sénèque : l'empereur Caligula tenta de le tuer, Claude l'a exilé (et Sénèque s'en vengea en le ridiculisant dans la satire Apocoloquintose) et Néron (qui avait aussi été son disciple) l'a condamné à mort pour conspiration contre lui. L'exemple de l'empereur Domitien, connu pour avoir persécuté les écrivains et les philosophes, est tout aussi éclairant ; ces derniers jouirent de la mort du tyran et des principes politiques de Nerva (96-98) et Trajan (98-117), qui restaurèrent l'ancienne libertas. Les deux nouveaux empereurs furent exaltés par des écrivains et des poètes, qui condamnèrent en creux la paranoïa politique de Domitien (Pline le Jeune dans le Panégyrique de Trajan et Tacite dans la préface d'Agricola).
Alors que le théâtre latin connaît une période de déclin (le seul auteur théâtral significatif est Sénèque avec ses tragédies comme Œdipe), d'autres genres comme la satire et l'historiographie latine connaissent une période de splendeur, à l'instar de la satire avec de grands représentants comme Perse et Juvénal.
Le genre historique connut également une grande ferveur auprès d'auteurs tels que Tacite. L'historiographie appartient en un certain sens au genre encomiastique, dans ce sens où elle raconte les conquêtes territoriales faites par les Romains au cours des siècles et des décennies précédents, la grandeur de Rome était exaltée. Cela ne signifie pas pour autant que les historiens latins n'aient pas parfois critiqué les Romains et leurs empereurs, en particulier les tyrans, pour leur attitude. Les historiens latins se sont souvent inspirés des œuvres de Salluste, notamment dans le choix sélectif des événements à raconter.
La philosophie avait pour principal représentant le stoïcien Sénèque, alors que la rhétorique traversait en quelque sorte une période de déclin. Selon le rhéteur Quintilien (auteur entre autres de l'Institutio oratoria, la formation de l'orateur), cela était dû au fait qu'il n'y avait plus de bons professeurs et pour se remettre de ce déclin : il fallait s'en remettre à Cicéron, qu'il considérait comme le plus grand orateur de son temps et en tant que tel le modèle à suivre. Pour Tacite, cependant, le déclin de la rhétorique était dû à l'institution du principat : pour lui, les luttes politiques républicaines attisaient la flamme du discours, et leur fin l'éteignit avec l'autocratie impériale.
Un autre genre important de littérature de cette période est l'épistolographie. Parmi les épîtres les plus célèbres, on se souviendra de celles, nombreuses, de Sénèque et de Pline le Jeune. Les épîtres de Sénèque furent écrites dans les dernières années de sa vie, quand, ayant abandonné sa vie politique, il décida de se consacrer à la vie contemplative, et furent adressées à Lucilius, ami de l'écrivain et gouverneur de Sicile. Sénèque dans ces épîtres essaie d'enseigner à Lucilius comment atteindre la vertu, que lui-même, comme il le déclare dans les épîtres, n'a pas encore réussi à obtenir. De plus, Sénèque dans ces épîtres tente de convaincre (avec succès) son ami d'abandonner la vie politique et de se consacrer à la vie contemplative. Les épîtres de Pline le Jeune sont des épîtres littéraires (c'est-à-dire écrites spécifiquement pour la publication) et tentent de respecter la variété des sujets pour ne pas ennuyer le lecteur. Les neuf premiers livres décrivent la vie quotidienne à Rome, tandis que le dixième et dernier est très important pour les historiens, car il contient la correspondance entre Pline (à l'époque gouverneur de Bithynie) et l'empereur Trajan.
À cette période (à partir de la fin du Ier siècle) se fit jour le roman, genre littéraire d'origine grecque contaminé à des degrés divers par le "vinaigre latin" (italum acetum), c'est-à-dire le goût romain pour l'impertinence et l'acerbe. Le premier auteur de romans attesté était Pétrone (Petronius Niger), qui peut être identifié avec le célèbre « arbitre de l'élégance » de l'époque de Néron. Il est l'auteur attribué du Satyricon, un roman d'aventures parodiques fondé sur l'intérêt amoureux de l'affranchi Encolpe pour le jeune Giton, ridiculisant ainsi les romans grecs qui narraient souvent de nobles histoires d'amour. Un autre auteur fondamental était Apulée, auteur des Métamorphoses ou l'Âne d'or, un roman burlesque évoquant l'histoire d'un jeune homme accidentellement transformé en âne et devant consommer un type particulier de rose pour revenir à son état normal.
« Hic est quem legis ille, quem requiris,
toto notus in orbe Martialis
argutis epigrammaton libellis:
cui, lector studiose, quod dedisti
viventi decus atque sentienti,
rari post cineres habent poetae. »
— Marcus Valerius Martialis, Épigrammes, I, 2.
        
« Le voilà cet auteur qui sait pincer et rire,
Que tu lis, que tu veux relire,
Ce Martial, connu dans l'univers
Par le soi piquant de ses vers.
D'un tel succès qu'il apprécie,
Il s'applaudit sous un double rapport,
Puisqu'il jouit pendant sa vie
D'une faveur que tout poète envie
Et qu'il obtient à peine après sa mort. »

#### Œuvres notables
- De la colère (Sénèque)
- Épigrammes (Martial)
- Le Satyricon (Pétrone)
- La Thébaïde (Stace)
- Les Puniques (Silius Italicus)
- Métamorphoses (Apulée)
- Les Argonautiques (C. Valerius Flaccus)

### Le Bas-Empire

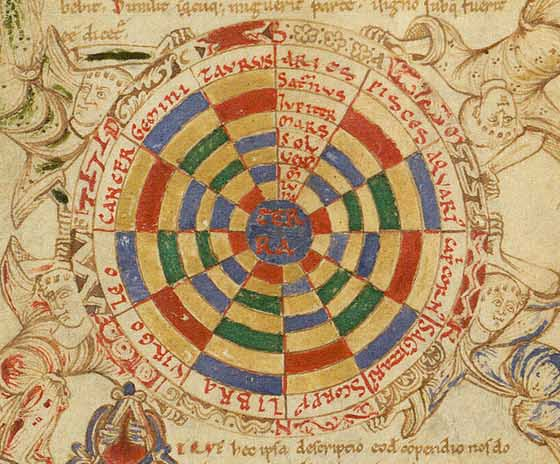
Carte de l'Univers d'après Macrobe, commentateur du Songe de Scipion.

Pour la littérature latine, l'Antiquité Tardive commence avec la disparition d'Aulu-Gelle et de Frontin, précepteur de l'empereur Marc Aurèle, dans les années 180. La période sévérienne (193-235), caractérisée par un goût prononcé pour l'hellénisme, n'engage pas de grands travaux littéraires dans la latinité, alors prise en main par des auteurs chrétiens et nord-africains très dynamiques comme Tertullien ou Lactance, « Cicéron du Bas-Empire » pour Pic de la Mirandole.
Surtout, le jugement de valeur classique selon lequel cette période doit être définie comme une période de « décadence » politique, morale et intellectuelle doit désormais être totalement rejeté. Les courants historiographiques les plus contemporains (et pas seulement) ont donné toute sa dignité à cette période historique en notant les traits de continuité avec les époques précédentes et en définissant ses caractéristiques distinctives, qui font de cette période une période de transition d'une extrême importance pour la compréhension du Moyen Âge.
À la fin du IVe siècle, Rome est encore le point de référence prestigieux et idéal non seulement pour l'Occident, mais aussi pour l'Orient : son nom même évoque en termes louangeurs un Empire Universel de plus en plus bureaucratique et de plus en plus militarisé. Sa perte d'importance politique, définitivement sanctionnée à l'époque tétrarchique, lui avait presque assuré un rôle de symbole « supranational » de l'Empire en crise. Quelques grands hommes de culture gréco-orientale choisirent en conséquence le latin comme langue de communication : c'est le cas de l'historien gréco-syrien Ammien Marcellin, qui décida, après une longue carrière en tant qu'officier de l'armée, de s'installer à Rome où il mourut vers 400 : il y écrivit son chef-d'œuvre, Rerum gestarum libri XXXI, qui nous est malheureusement parvenu sous une forme incomplète. Cette œuvre, sereine, impartiale, vibrante d'une profonde admiration pour Rome et sa mission civilisatrice, constitue un document d'un grand intérêt, compte tenu du moment historique tourmenté lors de la rédaction et du sujet (de 354 à 378, année de la bataille d'Andrinople). L'époque voit aussi les progrès des foyers scolaires et intellectuels chrétiens d'Afrique Proconsulaire et d'Égypte ou des cercles proches d'eux, avec des noms dont les œuvres sont aujourd'hui perdues, comme Julius Naucellius, Sextus Claudius Petronius Probus, Faltonia Betitia...
Même le dernier grand poète païen, le courtisan gréco-égyptien Claudius Claudianus dit Claudien (né vers 375), adopta le latin dans la plupart de ses compositions (sa production en grec était certainement moins importante) décidant de passer les dernières années de sa courte vie à Rome, où il mourut vers 404. Esprit éclectique et inquiet, il s'inspire, dans sa vaste production visant à exalter Rome et son Empire, des grands classiques latins (Virgile, Lucain, Ovide, etc.) et grecs (Homère et Callimaque de Cyrène). Parmi les écrivains des provinces occidentales de l'Empire, citons le gallo-romain Rutilius Namatianus, qui dans son bref De reditu suo (environ 417) rendit un brillant hommage à la ville de Rome qu'il avait été contraint de quitter pour revenir dans son pays d'origine, la Gaule.
« Postquam Tuscus ager postquamque Aurelius agger
Perpessus Geticas ense vel igne manus
Non silvas domibus, non flumina ponte cohercet,
Incerto satius credere vela mari.
Crebra reliquendis infigimus oscula portis.
Inviti superant limina sacra pedes.
Oramus veniam lacrimis, et laude litamus,
In quantum fletus currere verba sinit :
«Exaudi, regina tui pulcherrima mundi,
Inter sidereos, Roma, recepta polos,
Exaudi, genetrix hominum genetrixque deorum... »
— Rutilius Namatianus, De redditu suo

« Depuis que la campagne de Toscane et la voie Aurélienne, que la main des Goths a dévastées par le fer et par la flamme, n'ont plus d'habitations pour éloigner les forêts ; de ponts pour contenir les fleuves, la mer, malgré ses dangers, est une route plus sûre. Mille fois je colle mes lèvres sur ces portes qu'il me faut quitter ; mes pieds ne dépassent qu'à regret le seuil sacré. Par mes larmes, par mes hommages, je conjure Rome de me pardonner mon départ; mes pleurs entrecoupent ma voix. »
Le dernier grand rhéteur qui vécut et travailla dans cette partie de l'Empire fut le patricien romain Quintus Aurelius Symmachus dit Symmaque, mort en 402. Ses Epistulae, Orationes et Relationes nous fournissent un témoignage précieux des liens profonds, encore existants à l'époque, entre l'aristocratie romaine et une tradition païenne encore bien vivante bien que considérablement affaiblie par la politique religieuse des Constantiniens. Ce dernier, si bien représenté par la prose vigoureuse et vibrante de Symmaque, suscita la réaction violente du chrétien Prudence qui, dans son Contra Symmachum, batailla contre les cultes païens de l'époque. Prudence est l'un des plus grands poètes chrétiens de l'antiquité : né à Calahorra en Espagne, en 348, il mourut vers 405, après un long et tumultueux pèlerinage à Rome. Outre le Contra Symmachum précité, il est l'auteur d'une série de compositions poétiques de nature apologétique ou théologique comprenant une Psychomachie (Combattimento dell'ima), une Hamartigenia (Genesis of Sin) et un Liber Cathemerinon (Hymnes à réciter du quotidien).

#### Œuvres notables
- Contra Symmachum (Prudence)
- Idyllia et epigrammata (Ausone)
- De Redditu suo (Rutilius Namatianus)
- Carmen et Epistulae (Sidoine Apollinaire)

## Littérature latine médiévale

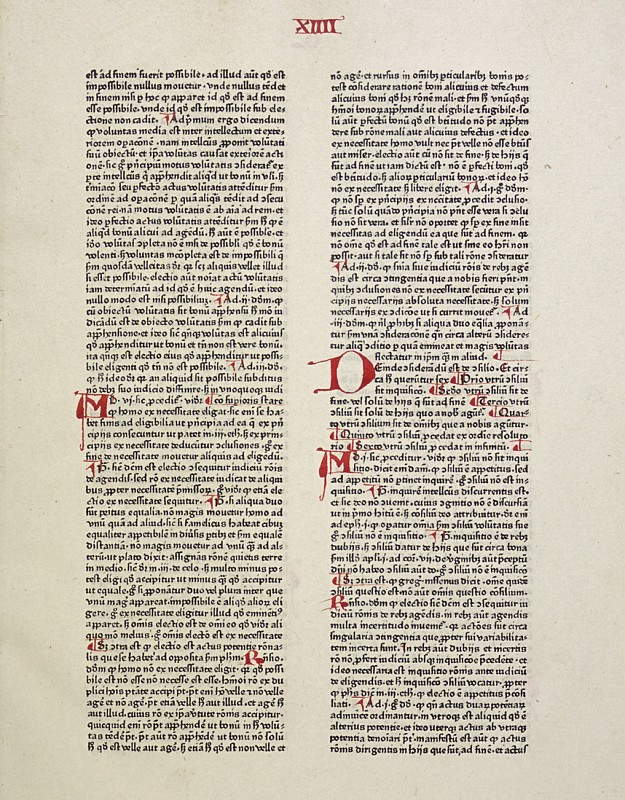
Manuscrit de la Somme théologique par Thomas d'Aquin.

Par littérature latine médiévale, on entend une période de l'histoire de la littérature latine, après la chute de l'Empire romain et caractérisant la production latine occidentale entre 476 et 1350,. La langue latine a accompagné tout le cours du Moyen Âge en tant qu'outil linguistique pour l'écriture, pas seulement littéraire. La controverse est le moment de la distance totale, dans la parole, entre la nouvelle langue vernaculaire et le latin comme langue d'usage, probablement déjà entièrement nouvelle vers le VIe-VIIe siècle. (à considérer aussi l'importante production de scripta en latin dans des régions jamais vraiment latinisées comme la Grande-Bretagne ou l'Irlande).
- La première période littéraire fait la part belle à l'apologétique et le traitement des problèmes relatifs à l'exégèse et à l'interprétation des Textes sacrés, afin d'éviter les premières hérésies telles que le marcionisme et le manichéisme, ainsi que la défense des chrétiens contre les accusations souvent trompeuses des Romains et d'autres païens. Cet apostolat était représenté par Tertullien, Ambroise de Milan, Jérôme de Stridon et saint Augustin d'Hippone. Les nouveaux phénomènes littéraires concernaient un profond renouvellement du genre littéraire, comme l'usage de la lettre, qui assume un sens clair de traité invective-exhortation-religieux, avec lequel l'auteur déclare sa foi, ou le traité philosophico-chrétien ses principes du platonisme et de l'aristotélisme, ou le manuel des confessions, introduit par saint Augustin.
- La seconde période concerne la décadence de la littérature latine du point de vue romain et l'essor de plus en plus courant de la littérature chrétienne, dont l'apogée est introduite à l'âge de Caroline, sous le règne de Charlemagne, dont le plus grand représentant est Paul Diacre. Dans cette période, Charlemagne œuvra pour un nouveau processus d'acculturation des plus savants, et pour une sauvegarde du latin classique, la grammaire ayant été considérablement modifiée en raison des phénomènes d'évolution de la sermo vulgaris, et pour les inflexions linguistiques des Francs, Goths et Lombards en latin écrit. C'est le point de départ du processus de conservation des codes et de copie des textes classiques les plus importants de la période latine classique impériale et républicaine, en conservant les manuscrits dans les bibliothèques des abbayes et des monastères.
- La troisième période concerne les XIe – XIIe siècles, c'est-à-dire la redécouverte de Platon et d' Aristote, avec l'adaptation de leur philosophie aux canons du christianisme, et l'étude de leurs œuvres, avec la naissance du néoplatonisme et de la scolastique en référence à l'école d'Aristote, dont l'un des plus grands représentants était Thomas d'Aquin, qui rédigea le colossal traité de la Somme théologique : un manuel choisi sur le traitement de la doctrine chrétienne depuis les origines de l'apologétique, jusqu'à l'énonciation et le commentaire des principes fondamentaux de la religion catholique.

De ce point de vue, le latin était encore utilisé dans les cercles nobles et érudits, tandis que dans le domaine littéraire, il était utilisé par les moines pour les prières, la récitation de psaumes basée sur la Vulgate latine de Saint Jérôme, ou pour le traitement de divers sujets scientifiques et religieux. Dans ce dernier cas, nous avons l'exemple de Dante Alighieri qui a écrit les traités de Il convivio, De vulgari eloquentia et De Monarchia en latin, à la différence des comptines ou même de la Divine Comédie composées en langue vernaculaire.

## Littérature humaniste latine

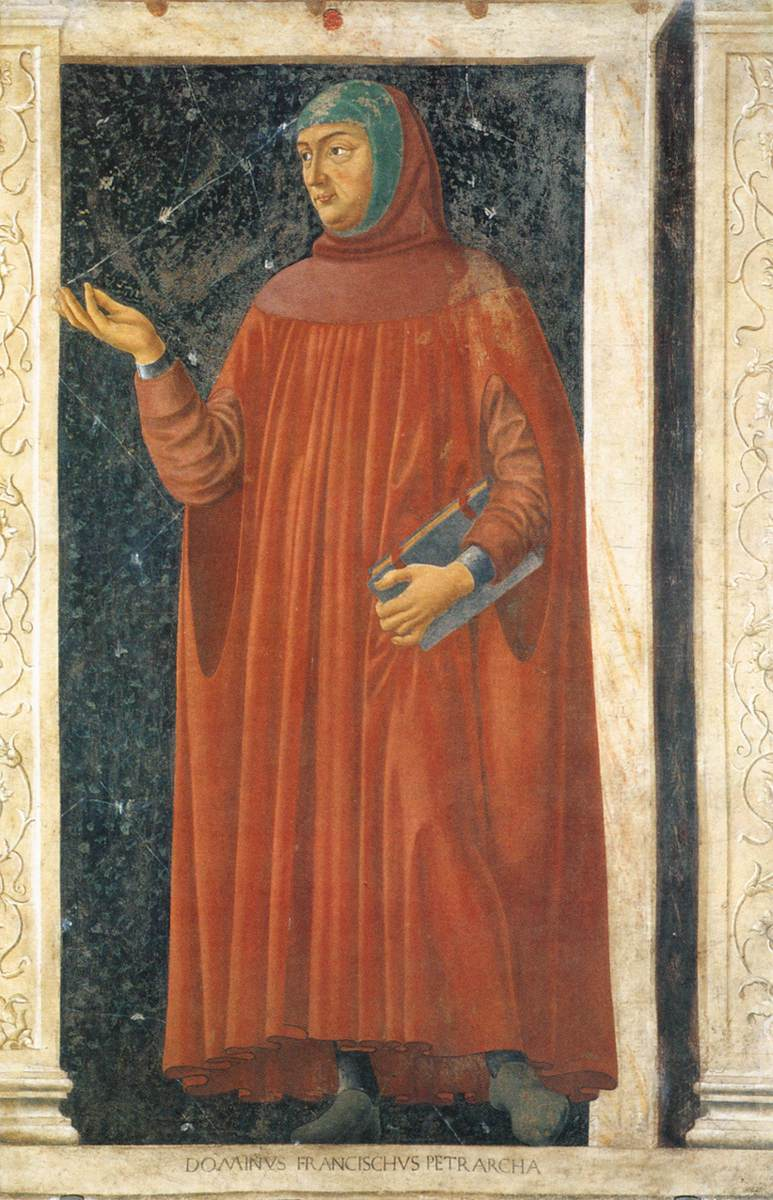
Andrea del Castagno, Francesco Petrarca, détail de la série dhommes et de femmes illustres, fresque, 1450, Galerie des Offices, Florence.

La période du XVe au XVIe siècle concerne un phénomène littéraire appelé «humanisme». Il s'est développé dans le nord et le centre de l'Italie, entre la Toscane, la Lombardie, l'Ombrie et la Vénétie, et impliquait un processus d'acculturation générale et d'étude « philologique » et analytique d'auteurs classiques latins et grecs. Ce phénomène s'est développé avec l'arrivée des manuscrits survivants de Grèce et de Constantinople, après les invasions turques, dans les grandes bibliothèques de Rome, Venise, Florence et Milan, et ainsi les auteurs philologiques ont eu l'occasion de redécouvrir de nombreuses œuvres d'opéras grecs, de Homère et de nombreux dialogues du corpus de Platon. L'humanisme a donc pris forme dans ces caractéristiques
- Pré-humanisme, caractérisé par Pétrarque et Boccace : abandon du latin pour la composition de ses œuvres en langue vernaculaire, et plus grande concentration sur des faits concernant la nature humaine, et non plus Dieu.
- Idéologie de l'humanisme : l'étude philologique et la révision des œuvres classiques d'auteurs majeurs, tels que Virgile, la Bible (éditée par Lorent Valla) et les Histoires de Polybe. Avec l'introduction de l'imprimerie de Gutenberg, la production et l'étude prennent une autre grandeur : le deuxième ouvrage imprimé après la Bible était De oratore de Cicéron. Ainsi, alors que d'une part les œuvres représentatives de l'âge classique pouvaient être publiées plus rapidement et économiquement, d'autre part se posaient les premiers problèmes de philologie humaniste, concernant non seulement la correction et la reconstruction « idéale » des textes manuscrits anciens, mais aussi le problème des erreurs d'éditions corrompues publiées dans les textes imprimés, ainsi que des différentes éditions avec corruption créée par les erreurs de l'impression elle-même. D'autres exemples de travaux philologiques sont représentés par des analyses d'œuvres classiques, en particulier les traités historiques de Tite-Live et Tacite, de Machiavel, qui a élaboré, à partir du concept de « tacitisme », sa vision par introspection des personnages historiques traités dans au prisle du Machiavélisme. Pétrarque, d'autre part, dans les épîtres, écrites strictement en latin selon les canons humanistes, élaborera, avec d'autres intellectuels, le concept de « renaissance » culturelle et spirituelle, qui ne se développera que dans son expérience du voyage à Rome, visitant les ruines de l'Empire. Les intellectuels doivent s'inspirer, pour la littérature contemporaine, du classicisme et de ses nombreux témoignages, pour atteindre de nouveaux sommets de sagesse, d'éloquence et de rhétorique.

Les principaux représentants étaient Lorent Valla, Jean Pic de la Mirandole, Nicolas Machiavel, François Guichardin, Leon Battista Alberti, Ange Politien, Coluccio Salutati, Cola di Rienzo .

## La contre-réforme
Aux XVIIe et XVIIIe siècles, avec la liberté limitée des auteurs de composer des œuvres non conformes aux canons de l'Église, un genre littéraire s'est développé avec un style parallèle au latin: le «maniérisme», composé de la recherche incisive et gravée du mot courtois et complexe, à insérer dans des phrases pour obtenir des effets d'étonnement et de grandeur. Des termes latins ont également été utilisés pour ce mélange linguistique; tandis que le style latin classique revenait au schéma habituel du traité, rarement utilisé par des auteurs tels que Tommaso Campanella et Giambattista Vico pour les formes poétiques et prosodiques. L'un des plus grands représentants de l'utilisation de la langue latine dans le traité était sans aucun doute Galilée, qui a écrit des œuvres telles que Sidereus nuncius, approfondissant des thèmes scientifiques avec la création de nouveaux termes techniques et s'inspirant également des travaux classiques des mathématiciens grecs. Dans son sillage se trouvaient également Descartes, Blaise Pascal, qui s'occupait des mathématiques, tandis que pour la physique, il y avait, Johannes Kepler et Nicolaus Copernic. En ce qui concerne la philosophie, les principaux représentants, qui ont opté pour le choix indémodable du latin, étaient Baruch Spinoza et Thomas Hobbes .

## Littérature latine moderne et contemporaine
Au XVIIIe siècle, le premier véritable système de «philologie» se développa en Allemagne, dont les principes de base furent énoncés par Karl Lachmann. La soi-disant «édition critique» d'un texte ancien, manuscrit ou imprimé, du XVIe siècle classique ou médiéval, doit contenir un appareil critique, ainsi que des introductions, diverses notes de l'éditeur et des annexes définitives, qui jusqu'au XXe siècle étaient strictement rédigées en latin. Quant à l'usage du latin, il avait maintenant disparu, sinon dans des études philologiques de plus en plus rares et recherchées, étant présent la prose et l'usage de l'italien toscan, introduits par Alessandro Manzoni . L'usage du latin dans les genres du traité, ou de la poésie et de la lettre, est devenu de plus en plus un phénomène constituant une fin en soi. Seuls l'Église catholique, jusqu'au XXe siècle, avec le Concile du Vatican II, ont continué de dire la messe en latin, et utiliser les bulles papales avec la langue classique des anciens.